# Лассо Кулібалі
Лассо́ Кулібалі́ (фр. Lasso Coulibaly; нар. 19 жовтня 2002, Буаке) — івуарійський футболіст, півзахисник французького клубу «Осер».

## Клубна кар'єра

### «Норшелланн»
Вихованець ганської футбольної академії «Право на мрію», звідки в лютому 2021 року перейшов до данського «Норшелланна». 18 липня 2021 року дебютував в основному складі «Норшелланна» в матчі Суперліги проти «Віборга», замінивши Олівера Антмана.
5 вересня 2022 року в поєдинку Суперліги проти «Орхуса» забив свій перший гол за «Норшелланн». 10 серпня 2023 року в матчі кваліфікації Ліги конференцій УЄФА проти румунської «Стяуї» дебютував у єврокубках.

#### Оренда в «Раннерс»
1 вересня 2023 року перейшов на правах ореди в клуб «Раннерс» до кінця сезону з опцією викупу. 3 вересня дебютував за «Раннерс» в матчі Суперліги проти «Брондбю», вийшовши в стартовому складі. 8 жовтня в поєдинку Суперліги проти «Мідтьюлланна» забив свій перший гол за «Раннерс». За час оренди провів за «Раннерс» 28 ігор, відзначившись 4 м'ячами.

### «Осер»
20 червня 2024 року підписав чотирирічний контракт з французьким «Осером», що за підсумками попереднього сезону підвищився до Ліги 1. Сума трансферу становила 2 млн євро. 18 серпня дебютував за «Осер» у матчі Ліги 1 проти «Ніцци», вийшовши на заміну Гаетану Перрену. Також у цій грі відзначився своїм першим м'ячем за «Осер», принісши перемогу команді в додатковий час (2–1). Наприкінці серпня 2024 року під час тренування отримав важку травму коліна (ушкодження передньої хрестоподібної зв'язки), через яку вибув на декілька місяців.

## Кар'єра в збірній
У березні 2024 року отримав виклик в збірну Кот-д'Івуару до 23 років, за яку дебютував 22 березня в товариському матчі проти збірної Франції.

## Статистика виступів
Станом на 17 серпня 2025 
| Клуб              | Сезон             | Чемпіонат         | Чемпіонат | Чемпіонат | Кубок | Кубок | Єврокубки | Єврокубки | Інші  | Інші | Всього | Всього | Всього |
| Клуб              | Сезон             | Дивізіон          | Матчі     | Голи      | Матчі | Голи  | Матчі     | Голи      | Матчі | Голи | Матчі  | Голи   |        |
| ----------------- | ----------------- | ----------------- | --------- | --------- | ----- | ----- | --------- | --------- | ----- | ---- | ------ | ------ | ------ |
| Норшелланн        | 2021–22           | Суперліга         | 23        | 0         | 2     | 0     | —         | —         | —     | —    | 25     | 0      |        |
| Норшелланн        | 2022–23           | Суперліга         | 20        | 2         | 6     | 1     | —         | —         | —     | —    | 26     | 3      |        |
| Норшелланн        | 2023–24           | Суперліга         | 2         | 0         | 0     | 0     | 1         | 0         | —     | —    | 3      | 0      |        |
| Норшелланн        | Всього            | Всього            | 45        | 2         | 8     | 1     | 1         | 0         | 0     | 0    | 54     | 3      |        |
| → Раннерс         | 2023–24           | Суперліга         | 26        | 4         | 2     | 0     | —         | —         | —     | —    | 28     | 4      |        |
| Осер Б            | 2024–25           | Насьйональ 3      | 1         | 1         | 0     | 0     | —         | —         | 0     | 0    | 1      | 1      |        |
| Осер              | 2024–25           | Ліга 1            | 3         | 1         | 0     | 0     | —         | —         | 0     | 0    | 3      | 1      |        |
| Осер              | 2025–26           | Ліга 1            | 1         | 0         | 0     | 0     | —         | —         | —     | —    | 1      | 0      |        |
| Осер              | Всього            | Всього            | 4         | 1         | 0     | 0     | 0         | 0         | 0     | 0    | 4      | 1      |        |
| Всього за кар'єру | Всього за кар'єру | Всього за кар'єру | 76        | 8         | 10    | 1     | 1         | 0         | 0     | 0    | 87     | 9      |        |

1. ↑  Матчі в Лізі конференцій УЄФА